# 塞亞德·哈克薩巴諾維奇
塞亞德·哈克薩巴諾維奇（英語：Sead Hakšabanović，1999年5月4日—），是一名職業足球員，現效力於瑞典足球超级联赛球隊馬模，同時他也效力於蒙特內哥羅國家足球隊。司職攻擊中場。

## 球會生涯
哈克薩巴諾維奇為咸史達斯的青訓球員，2015年4月9日，他在瑞典足球超级联赛對陣的比賽中後備入替祖尼斯·巴尼，首次代表球隊一線隊上陣，當時他只有15歲，可是球隊最終在主場以0比3落敗。他成為代表咸史達斯史上最年輕的上陣球員，亦成為瑞超史上第2年輕的上陣球員，僅次於尼克拉斯·巴亞哥洛夫。
2015年8月，哈克薩巴諾維奇曾到英格蘭超級足球聯賽球隊曼聯進行為期1星期的試訓，他亦曾到利物浦、車路士、阿士東維拉和曼城進行試訓。
2016年4月4日，經過職業生涯首季10場沒有入球，他在作客天狼星的比賽攻入首個入球，可是最終球隊以2比1落敗。

## 國家隊生涯
2017年6月11日，哈克薩巴諾維奇於2018年國際足協世界盃外圍賽對陣亞美尼亞國家足球隊的比賽中，首次代表蒙特內哥羅上陣，最終球隊以4比1勝出。

## 個人生活
哈克薩巴諾維奇的家族均來自。

## 外部連結
- 塞亞德·哈克薩巴諾維奇於咸史達斯官方網站上的資料 （瑞典文）
- 塞亞德·哈克薩巴諾維奇 （页面存档备份，存于）於SvFF網站上的資料 （瑞典文）
- 塞亞德·哈克薩巴諾維奇－UEFA國際賽競賽紀錄
- Soccerway資料庫：塞亞德·哈克薩巴諾維奇